# Liste von Söhnen und Töchtern der Stadt Sevilla
Die folgende Liste enthält in Sevilla geborene Persönlichkeiten, chronologisch aufgelistet nach dem Geburtsjahr. Die Liste erhebt keinen Anspruch auf Vollständigkeit.

## In Sevilla geborene Persönlichkeiten

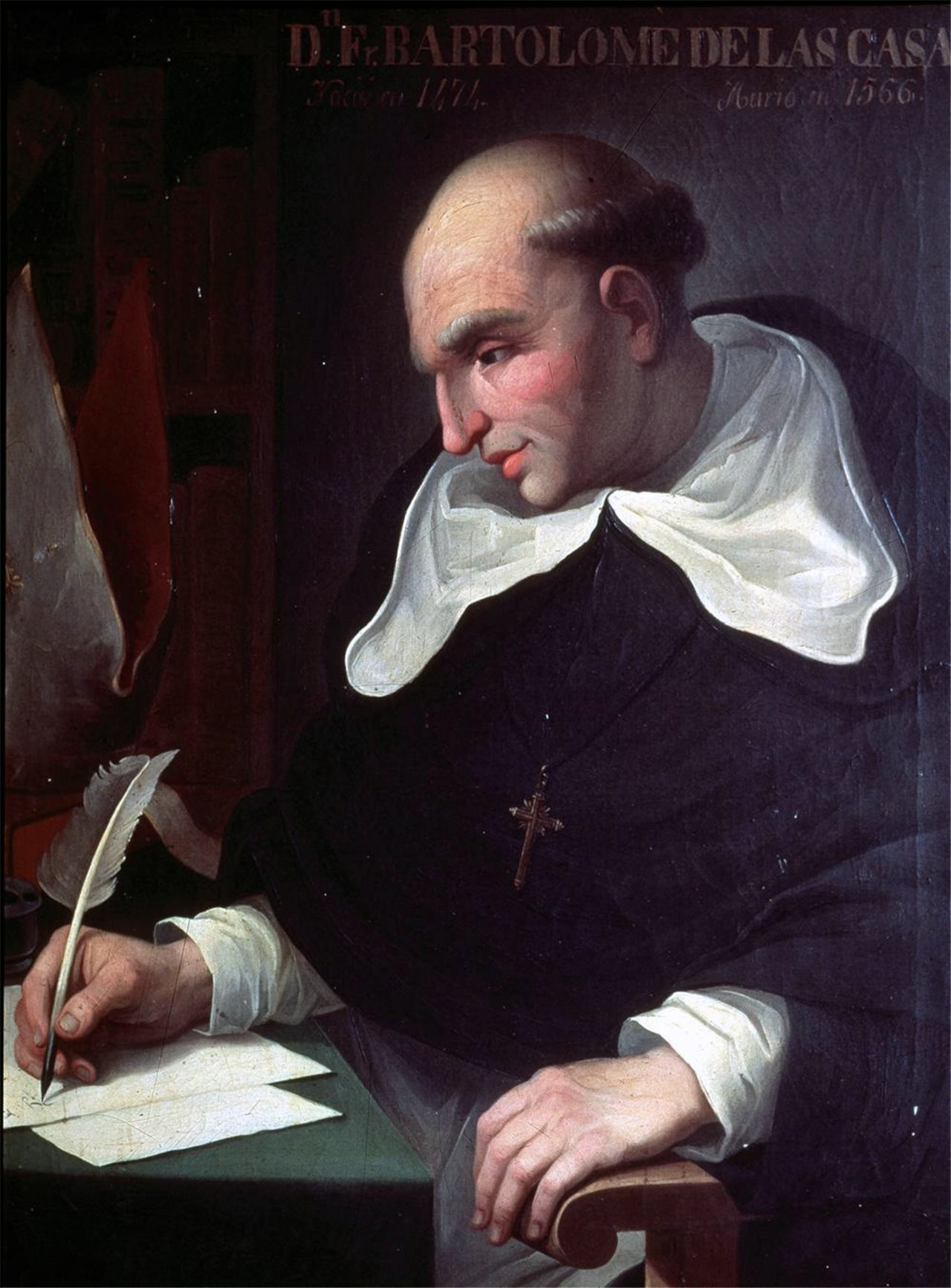
Bartolomé de las Casas

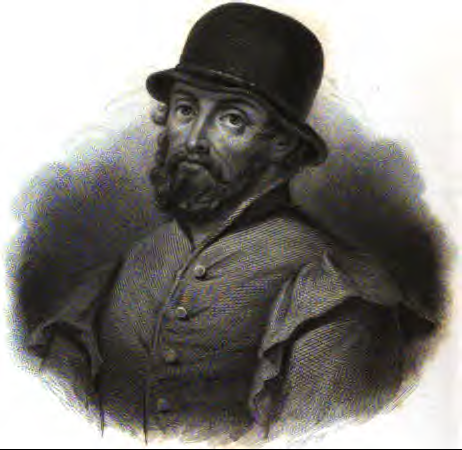
Lope de Rueda

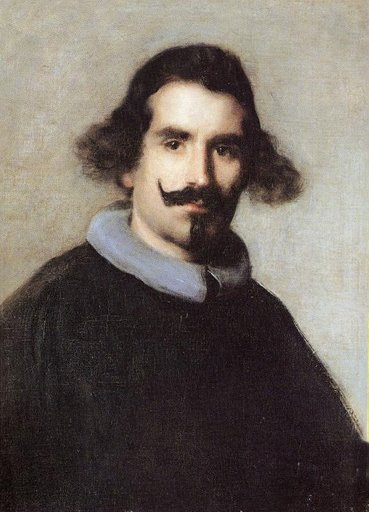
Diego Velázquez

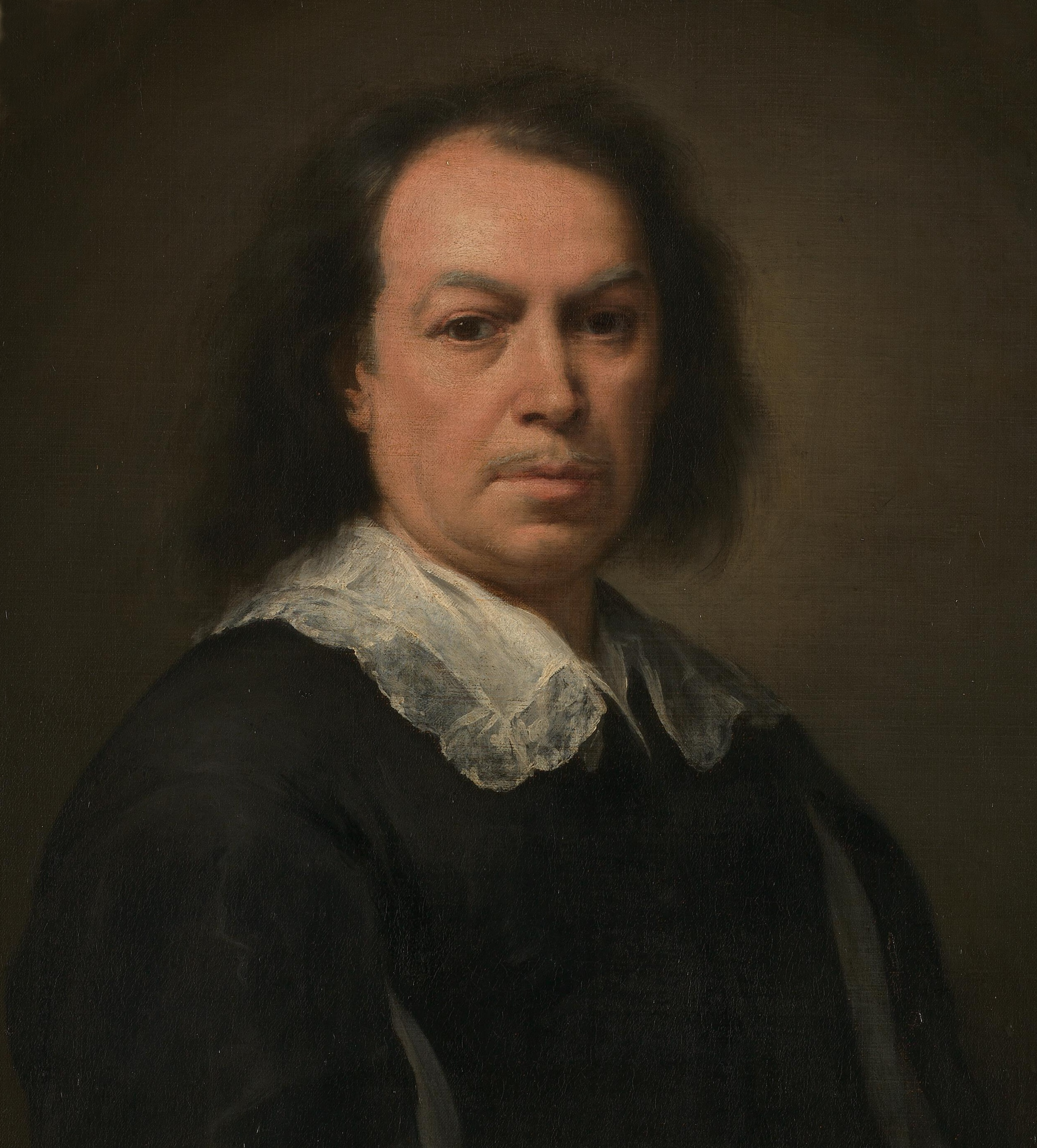
Murillo

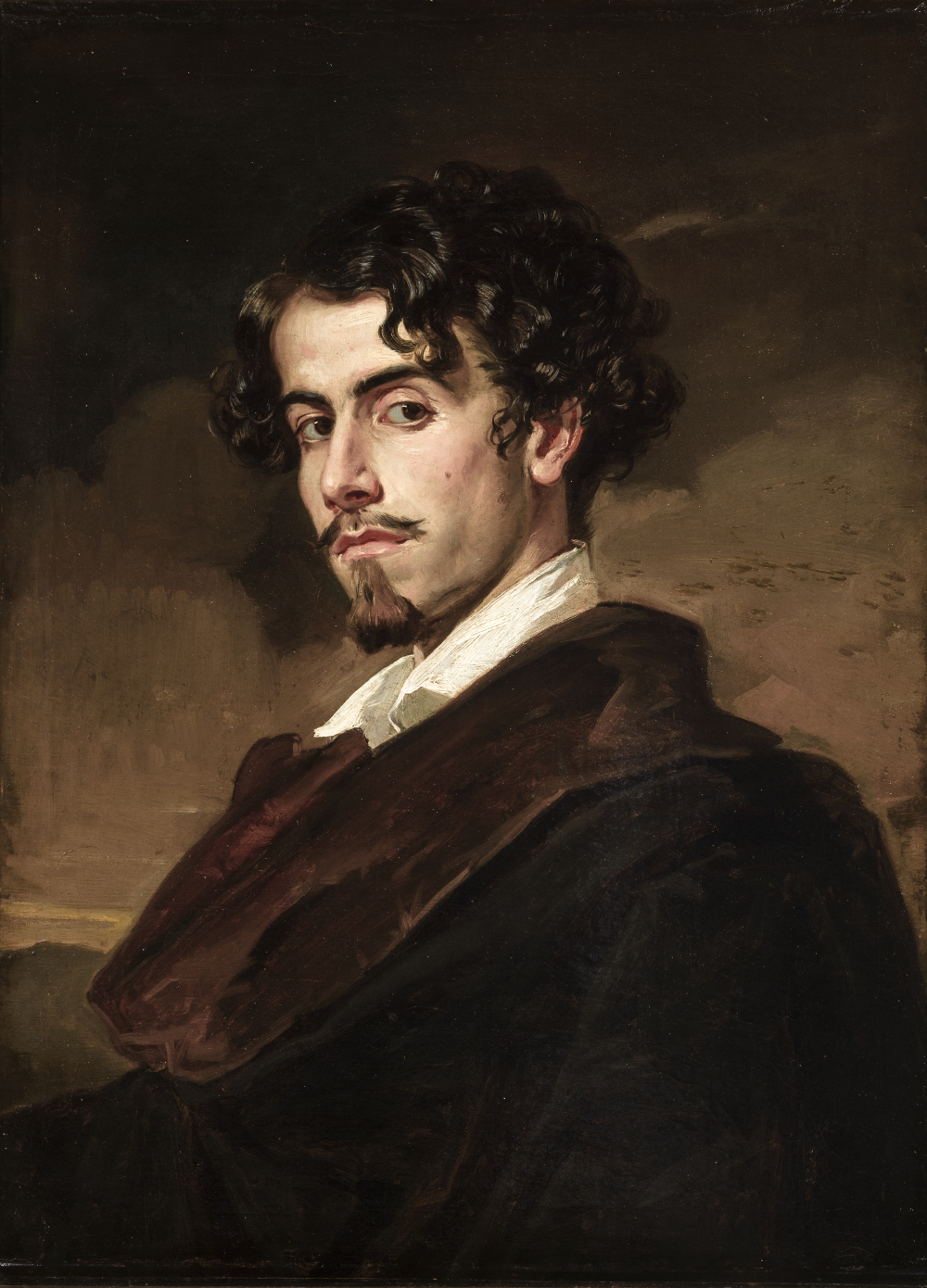
Gustavo Adolfo Bécquer

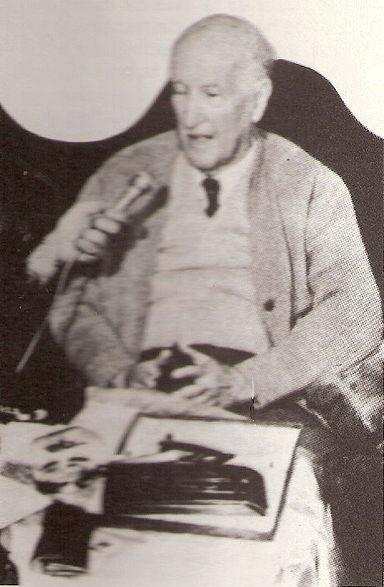
Vicente Aleixandre

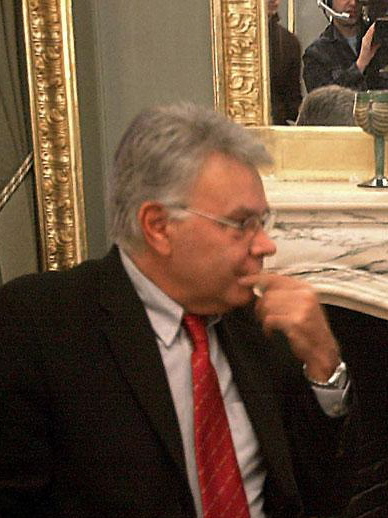
Felipe González

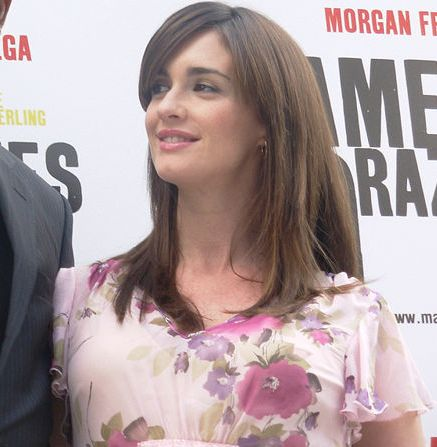
Paz Vega

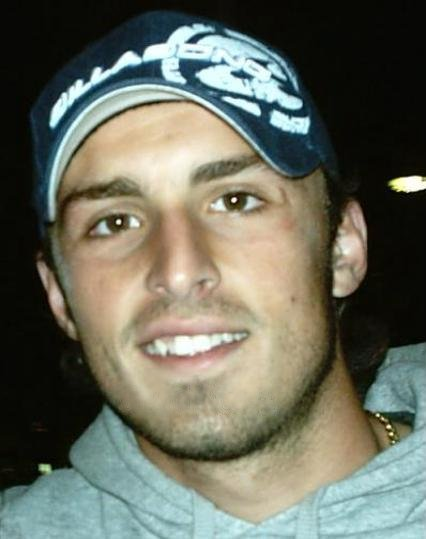
Antonio Puerta

### Bis 1800
- Dschabir ibn Aflah (um 1100–um 1160), spanisch-arabischer Astronom und Mathematiker
- Leonor de Guzman (1310–1351), Adlige
- Heinrich II. (1334–1379), illegitimer Sohn von Alfons XI.
- María de Padilla (1334–1361), Adlige
- Tello Alfonso von Kastilien (1337–1370), Adeliger
- Juan de Padilla (um 1468–1522), Dichter
- Martín Fernández de Enciso (um 1470–um 1528), Geograph, Kartograph und Navigator
- Johann von Aragón und Kastilien (1478–1497), Fürst von Asturien
- Juan de Esquivel (1480–1513), erster Statthalter von Jamaika und Gründer von Sevilla la Nueva
- Bartolomé de Las Casas (1484–1566), Dominikaner und Jurist in den spanischen Kolonien Amerikas
- Gerónimo de Aguilar (1489–1531), Franziskaner
- Nicolás Monardes (1493–1588), Arzt und Botaniker
- Pedro Mexía (1497–1551/52), Autor
- Domingo de Santo Tomás (1499–1570), Dominikaner
- Francisco Xerez (1504–1547), Chronist
- Alonso de Santa Cruz (1505–1567), Historiker, Kartograf, Kosmograf und Instrumentenbauer
- Lope de Rueda (um 1510–1565), Dichter
- Casiodoro de Reina (um 1520–1594), evangelischer Theologe
- Francisco Guerrero (1528–1599), Komponist
- Fernando de Herrera (um 1534–1597), Lyriker
- Diego Durán (um 1537–um 1588), Dominikaner
- Maria de Bohorques (um 1539–1559), evangelische Märtyrerin
- Juan de la Cueva (1543–1612), Dichter und Dramatiker
- Mateo Alemán (1547–1613), Schriftsteller
- Francisco Gómez de Sandoval y Rojas (1553–1625), Kardinal und Politiker
- Juan de Ruela (1558/60–1625), Maler
- Agustín del Castillo (1565–1626), Maler
- Luis Sotelo (1574–1624), Franziskaner
- Francisco de Herrera der Ältere (1576–1656), Maler
- Juan de Jáuregui (1583–1641), Dichter
- Francisco Correa de Arauxo (1584–1654), Organist und Komponist
- Juan del Castillo (1584–1640), Maler
- Ana Caro de Mallén (1590–1646), Dichterin und Dramatikerin
- Pedro Abaunza (1599–1649), Gelehrter
- Diego Velázquez (1599–1660), Maler
- Juan de Pareja (1606/10–1670), Maler
- Nicolás Antonio (1617–1684), Jesuit und Bibliograf
- Bartolomé Esteban Murillo (1618–1682), Barock-Maler
- Francisco de Herrera der Jüngere (1622–1685), Maler und Baumeister
- Juan de Valdés Leal (1622–1690), Barock-Maler und -Bildhauer
- Pedro Roldán (1624–1699), Bildhauer
- Josefa de Óbidos (1630–1684), portugiesische Malerin
- Luisa Ignacia Roldán (1652–1706), Bildhauerin
- Francisco Ximénez (1666–1721), Dominikaner und Historiker
- Luis de Córdova (1706–1796), Admiral
- Antonio de Ulloa (1716–1795), Gelehrter und Admiral
- Nicolás del Campo (1725–1803), Militär und Kolonial-Gouverneur
- Maria Antonia Ferdinanda von Spanien (1729–1785), Königin von Sardinien-Piemont
- Luis Muñoz de Guzmán (1735–1808), Offizier
- Manuel Blasco de Nebra (1750–1784), Komponist und Organist
- Juan O’Donojú (1762–1821), spanischer Generalleutnant und der letzte Vizekönig von Neuspanien
- Manuel del Pópulo Vicente García (1775–1832), Tenor und Gesangslehrer sowie Opernkomponist
- José Maria Blanco White (1775–1841), spanisch-irischer Schriftsteller, Dichter, Journalist und Theologe
- Alberto Lista (1775–1848), Mathematiker, Dichter, Schriftsteller und Literaturkritiker
- Mariano Osorio (1777–1819), General und Gouverneur Chiles
- Alexandre Aguado (1784–1842), Bankier

### 1801 bis 1850
- Nicholas Patrick Stephen Wiseman (1802–1865), englischer katholischer Theologe
- Antonio María Esquivel (1806–1857), Maler
- Luis José Sartorius Tapia (1820–1871), Politiker und Regierungspräsident Spaniens
- Adelardo López de Ayala (1828–1879), Dichter und Politiker
- Francisco Merry y Colon (1829–1900), Diplomat
- Silverio Franconetti (1831–1889), Flamenco-Sänger
- Gustavo Adolfo Bécquer (1836–1870), Lyriker
- Fernando Saavedra (1847–1922), Priester im Orden der Passionisten
- José Ferrándiz y Niño (1847–1918), Marineminister
- Maria Isabella d’Orléans-Montpensier (1848–1919), französisch-spanische Prinzessin

### 1851 bis 1900
- Gerónimo Giménez y Bellido (1854–1923), Violinist und Komponist
- Blanca de los Ríos (1859–1956), Schriftstellerin, Literaturwissenschaftlerin und Literaturkritikerin
- Alfred Brun (1864–1935), französischer Geiger, Musikpädagoge und Komponist
- Pilar Fernández de la Mora (1867–1929), Pianistin und Musikpädagogin
- Manuel Machado (1874–1947), Dichter
- Antonio Machado (1875–1939), Lyriker
- Manuel González García (1877–1940), katholischer Geistlicher, Bischof von Palencia und Seliger
- Joaquín Turina (1882–1949), Komponist
- Rafael Cansinos Assens (1882–1964), Dichter und Übersetzer
- Diego Martínez Barrio (1883–1962), Politiker und Ministerpräsident Spaniens
- La Niña de los Peines (1890–1969), Flamenco-Sängerin und -Tänzerin
- Juan Belmonte (1892–1962), Stierkämpfer
- Melchor Rodríguez García (1893–1972), Politiker
- Joselito El Gallo (1895–1920), Stierkämpfer
- Manuel Chaves Nogales (1897–1944), Publizist, Journalist und Schriftsteller
- Vicente Aleixandre (1898–1984), Lyriker und Nobelpreisträger

### 1901 bis 1950
- Luis Cernuda (1902–1963), Schriftsteller, Lyriker und Literaturkritiker
- Federico de Castro y Bravo (1903–1983), Jurist
- Niño Ricardo (1904–1972), Flamenco-Gitarrist und Komponist
- Estrellita Castro (1908–1983), Sängerin und Schauspielerin
- Manolo Caracol (1909–1973), Flamenco-Sänger
- Rosario (1918–2000), eigentlich Florecia Perez Padilla, Flamenco-Tänzerin
- Antonio Ruiz Soler (1921–1996), Flamenco-Tänzer
- Juana Reina (1925–1999), Schauspielerin
- Manuel Castillo (1930–2005), Komponist und Musikpädagoge
- Carmen Sevilla (1930–2023), Schauspielerin
- Ignacio Noguer Carmona (1931–2019), römisch-katholischer Geistlicher, Bischof von Huelva
- Carmen Laffón (1934–2021), Malerin und Bildhauerin
- Salvador Távora (* 1934), Tänzer, Torero, Sänger und Choreograph[1]
- Matilde Coral (* 1935), Flamenco-Tänzerin
- Trini España (1937–2009), eigentlich Trinidad Pérez Blanco, Flamenco-Tänzerin
- Pilar Bardem (1939–2021), Schauspielerin
- Juergen B. Donges (1940–2021), Professor für Wirtschaftspolitik
- Alfonso Guerra (* 1940), Politiker
- Paco Chaparro (* 1942), Fußballtrainer
- Felipe González (* 1942), Ministerpräsident von Spanien
- Soledad Miranda (1943–1970), Flamenco-Tänzerin und Schauspielerin
- Pedro Cruz Villalón (* 1946), Rechtswissenschaftler
- Clemente Domínguez y Gómez (1946–2005), Oberhaupt der Palmarianisch-Katholischen Kirche
- Carmen Romero López (* 1946), Politikerin
- María Jiménez (1950–2023), Sängerin

### 1951 bis 1970
- Esther Morales-Cañadas (* 1951), Cembalistin und Musikwissenschaftlerin
- Miguel Ayuso Guixot (1952–2024), römisch-katholischer Geistlicher und Kurienkardinal
- Juan Joya Borja (1956–2021), spanischer Komiker
- Isabel Pantoja (* 1956), Sängerin
- José María del Nido (* 1957), Präsident des FC Sevilla
- Raimundo Amador (* 1959), Flamencomusiker
- Peter Spuhler (* 1959), Schweizer Unternehmer und Politiker
- Remedios Amaya (* 1962), Flamenco-Sängerin
- María Pagés (* 1963), Flamenco-Tänzerin
- Juan Ramón López Caro (* 1963), Fußballtrainer
- Luis Medina Cantalejo (* 1964), Fußballschiedsrichter
- Manuel Jiménez Jiménez (* 1964), Fußballspieler und -trainer
- Paco Tous (* 1964), Schauspieler
- María Jesús Montero (* 1966), Politikerin
- Vicente Amigo (* 1967), Flamenco-Gitarrist
- Elena Andújar (* 1967), Flamenco-Sängerin sowie Tänzerin
- Sergio Lopez-Rivera (* 1967), Maskenbildner
- Pablo González Cuesta (* 1968), Schriftsteller
- Julio Aparicio Díaz (* 1969), Torero
- Isabel Bayón (* 1969), Flamenco-Tänzerin, -Choreografin und -Lehrerin
- Lina Gálvez (* 1969), Historikerin und Politikerin
- Francisco Javier Vidarte (1970–2008), Philosoph, Schriftsteller und LGBT-Aktivist

### 1971 bis 1980
- Elena Mendoza (* 1973), Komponistin
- Marta Pelegrín (* 1973), Architektin
- Gerardo García León (* 1974), Fußballspieler
- Isaac Rosa (* 1974), Schriftsteller
- José Luis Cardoso (* 1975), Motorradrennfahrer
- Beatriz Manchón (* 1976), Kanutin
- Paz Vega (* 1976), Filmschauspielerin
- Pedro Piquero (* 1976), Pianist und Zen-Meister
- El Potito, eigentlich Antonio Vargas Cortés (* 1976), Flamenco-Sänger
- Hipólito Fernández Serrano (* 1977), Fußballspieler
- Antonio David Jiménez (* 1977), Hindernisläufer
- Fernando Sales (* 1977), Fußballspieler
- Verónica Sánchez (* 1977), Schauspielerin
- José María Romero (* 1978), Fußballspieler
- Francisco Gallardo (* 1980), Fußballspieler
- David Gutiérrez de Coz (* 1980), Fußballspieler

### 1981 bis 1990
- Daniel Bautista Pina (* 1981), Fußballspieler
- José Manuel Serrano (* 1981), Fußballspieler
- Domingo Cisma González (* 1982), Fußballspieler
- Enrique Corrales Martín (* 1982), Fußballspieler
- Abel Gómez Moreno (* 1982), Fußballspieler
- David Sánchez Rodríguez (* 1982), Fußballspieler
- Manuel Olmedo (* 1983), Mittelstreckenläufer
- David Prieto (* 1983), Fußballspieler
- Álvaro Barba (* 1984), Rennfahrer
- Belén Cuesta (* 1984), Schauspielerin
- María León (* 1984), Schauspielerin
- Antonio Puerta (1984–2007), Fußballspieler
- Marco Barba (* 1985), Rennfahrer
- Daniel Gimeno Traver (* 1985), Tennisspieler
- Antonio Piedra (* 1985), Radrennfahrer
- Ismael Barragán (* 1986), Fußballspieler
- Luis Alberto Marco (* 1986), Mittelstreckenläufer
- Adrián (* 1987), Fußballspieler
- Estrella Cabeza Candela (* 1987), Tennisspielerin
- José Ángel Crespo (* 1987), Fußballspieler
- Ana Romero (* 1987), Fußballspielerin
- Alexandra López (* 1989), Fußballspielerin
- Paquito Navarro (* 1989), Padelspieler

### Ab 1991
- Chris Diamond (* 1991), Pornodarsteller
- Carolina Robles (* 1991), Hindernisläuferin
- Alejandro Pozuelo (* 1991), Fußballspieler
- Alberto Moreno (* 1992), Fußballspieler
- Desirée Cordero Ferrer (* 1993), Model
- Lola Gallardo (* 1993), Fußballtorhüterin
- María Isabel Pérez (* 1993), Sprinterin
- Sergio Rico (* 1993), Fußballtorhüter
- Miguel de Toro (* 1993), Wasserballspieler
- Dani Ceballos (* 1996), Fußballspieler
- Irene Guerrero (* 1996), Fußballspielerin
- Javi Montero (* 1999), Fußballspieler
- Antonio Serradilla Cuenca (* 1999), Handballspieler
- Olga Carmona (* 2000), Fußballspielerin
- Elena Huelva (2002–2023), Influencerin und Aktivistin
- Anselmo García MacNulty (* 2003), Fußballspieler
- Pablo García (* 2006), Fußballspieler
- Dani Muñoz (* 2006), Motorradrennfahrer
- Belén Rodríguez Lario (* 2006), Handballspielerin